# Aname barrema
Espèce
Aname barrema est une espèce d'araignées mygalomorphes de la famille des Anamidae.

## Distribution
Cette espèce est endémique d'Australie. Elle se rencontre au Queensland de Eidsvold à Miles et de Maryborough à North Star en Nouvelle-Galles du Sud.

## Description
La carapace du mâle holotype mesure 7,85 mm de long sur 7,15 mm et l'abdomen 7,76 mm de long sur 4,90 mm et la carapace de la femelle paratype mesure 10,52 mm de long sur 8,30 mm et l'abdomen 12,40 mm de long sur 8,20 mm.
Le mâle décrit par Wilson, Harvey, Simmons et Rix en 2025 mesure 16,43 mm et la femelle 22,54 mm.

## Systématique et taxinomie
Cette espèce a été décrite par Raven en 1985.

## Publication originale
- Raven, 1985 : « A revision of the Aname pallida species-group in northern Australia. » Australian Journal of Zoology, vol. 33, no 3, p. 377-409.